# Diane Pozefsky
Diane P. Pozefsky obtuvo una licenciatura en matemáticas aplicadas por la Universidad Brown en 1972 y un doctorado en el Departamento de Ciencias de la computación de la Universidad de Carolina del Norte (UNC) en 1979, supervisada por Mehdi Jazayeri. Ese mismo año se unió a IBM, en Raleigh, Carolina del Norte, como miembro del Departamento de Arquitectura de Sistemas de Comunicación. Trabajó en la especificación y aplicación de la Systems Network Architecture (SNA), una arquitectura de red extensa y compleja rica desarrollada en 1974 por IBM. Aunque la SNA es similar en algunos aspectos al Modelo OSI, también incluye diferencias fundamentales. La SNA se compone esencialmente de siete capas. Pozefsky trabajó para IBM durante 25 años y fue nombrada IBM Fellow, la distinción más alta otorgada por la empresa, en 1994 en reconocimiento a su trabajo en arquitecturas y desarrollo de APPN y AnyNet. Se le encargó el diseño de la red y la aplicación para los Juegos Olímpicos de 1998 y 2000. Su vida laboral se ha centrado principalmente en la ingeniería de redes y software, que ha conlleva:
- desarrollo de protocolos de red
- despliegue de la red para los Juegos Olímpicos de Nagano
- desarrollo de procesos
- redes de almacenamiento
- desarrollo de aplicaciones
- informática móvil

Pozefsky ha trabajado en el desarrollo, el diseño y la arquitectura de redes. Dos áreas en las que se ha interesado particularmente ha medida que su carrera ha progresado son mejorar la calidad y combinar teoría y práctica.
Entre sus intereses profesionales también destacan:
- gestión del conocimiento
- Semana Nacional de Ingenieros
- mujeres en tecnología
- mejora de los lazos entre las universidades y la industria
- uso de tecnología para mejorar el teletrabajo y los equipos remotos

Pozefsky galardonada con el Premio Women in Technology International (WITI) en el Hall of Fame de 2011 por sus contribuciones a los campos de la ciencia y la tecnología.
Regresó a la UNC tras retirarse de IBM en junio de 2004.

## Publicaciones científicas
Entre sus publicaciones se incluyen:
- “Storage Networking: More than an SNA Anagram” in NCP and 3745/46 Today, Summer 2001.
- “MPTN Transport Gateway”, with D. Ogle in SNA and TCP/IP Enterprise Networking, Manning Publications Co, 1997.
- “Multiprotocol Transport Networking: Eliminating Application Dependencies on Communications Protocols” with R. Turner et al., IBM Systems Journal volume 34 issue 3, pp. 472–500, July 1995.
- “Multiprotocol Transport Networking: A General Internetworking Solution” with K. Britton et al., Proceedings of 1993 International Conference on Network Protocols, pp. 14–26, IEEE Computer Society Press, October 1993.
- “SNA’s Design for Networking” with D. Pitt and J. Gray, IEEE Network volume 6 number 6, pp. 16–31, November 1992.
- “LAN-PBX Gateway Alternatives” with J. Gray and D. Pitt, Proceedings of the IFIP TC 6/WG 6.4 International In-Depth Symposium on Local Communications Systems: LAN and PBX, pp. 143–156, Elsevier Science Publishers, 1987.
- “SNA Networks of Small Systems” with Baratz et al., Selected Areas in Communications volume SAC-3 Number 3, pp. 416–426, May 1985.
- "A Meta-Implementation for Systems Network Architecture," with F. D. Smith, IEEE Transactions on Communications, COM-30(6) pp. 1348–1355, June 1982.
- “Space-Efficient Storage Management in an Attribute Grammar Evaluator”, with M. Jazayeri, ACM Transactions on Programming Languages and Systems volume 3 issue 4, pp. 388–404, October 1981.
- "The SNA Meta-Implementation: Language and Applications," with F. D. Smith, ICC '81 International Conference on Communications, 9.2.1-9.2.5, June 1981.
- “A Space Improvement in the Alternating Semantic Evaluator”, with M. Jazayeri, Proceedings of the ACM 1980 Annual Conference, pp. 498–504, January 1980.
- “A Family of Pass-Oriented Attribute Grammar Evaluators”, with M. Jazayeri, Proceedings of the ACM 1978 Annual Conference, pp. 261–270, December 1978.
- “Efficient Multipass Evaluation of Attribute Grammars Without a Parse Tree,” Proceedings 1977 Conference Information Sciences and Systems, Johns Hopkins University, pp. 184–89, March 30-April 1, 1977.
- “Systems Programming Languages” with Bergeron et al. (as Shecter) in Advances in Computers 12, pp. 175–284, 1972.

## Patentes en Estados Unidos
- 6,430,604 “Technique for Enabling Messaging Systems to Use Alternative Message Delivery Mechanisms” con Ogle et al., Emitida el 6 de agosto de 2002
- 5,802,053 “Transport Gateway Between a Native Network and a Mixed Network” con Bollella et al., Emitida el 1 de septiembre de 1998
- 5,491,693 “General Transport Layer Gateway for Heterogeneous Networks” con Britton et al., Emitida el 13 de febrero de 1996
- 5,425,028 “Protocol Selection and Address Resolution for Programs Running in Heterogeneous Networks” con Britton et al., Emitida el 13 de junio de 1995
- 5,361,256 “Inter-Domain Multicast Routing” with con Doeringer et al., Emitida el 1 de noviembre de 1994
- 5,224,098 “Compensation for Mismatched Transport Protocols in a Data Communications Network” con Bird et al., Emitida el 29 de junio de 1993
- 5,109,483 “Node Initiating XID Exchanges Over an Activated Link Including an Exchange of Sets of Binding Signals Between Nodes for Establishing Sessions” con Baratz et al., Emitida el 28 de abril de 1992
- 5,101,348 “Method of Reducing the Amount of Information Included in Topology Update Messages in a Data Communications Network” con Arrowood et al., Emitida el 31 de marzo de 1992
- 4,967,345 “Method of Selecting Least Weight Routes in a Communications Network” con Clarke et al., Emitida el 30 de octubre de 1990
- 4,954,821 “Method of Establishing Transmission Group Numbers for Network Links” con Gray et al., Emitida el 4 de septiembre de 1990
- 4,914,571 “Locating Resources in Computer Networks” con Baratz et al., Emitida el 3 de abril de 1990
- 4,873,517 “Method for Selecting Least Weight End Node to Ned Node Route in a Data Communications Network” con Baratz et al., Emitida el 10 de octubre de 1989
- 4,827,411 “Method of maintaining a Topology database” con Arrowood et al., Emitida el 2 de mayo de 1989
- 4,736,369 “Adaptive Session Pacing” con Barzilai et al., Emitida el 5 de abril de 1988